# مورمیر
مورمیر بکش، روستایی از توابع بخش جوزار شهرستان ممسنی در استان فارس ایران است.از زیبایی های این روستا میتوان به کوه سیاه برفه اشاره کرد که از مرتغع ترین کوه های شهرستان ممسنی است و از آن به عنوان نماد این روستای سرسبز و خوش آب و هوا یاد میشود
در سال ۱۳۸۵، جمعیت آن ۱۹۳ نفر (۳۴خانوار) بوده‌است.